# Институт Франклина
Институт Франклина (англ. Franklin Institute) — научный музей и центр научного образования и исследований в Филадельфии, штат Пенсильвания. Он назван в честь Бенджамина Франклина и в нём находится Национальный мемориал Бенджамина Франклина.

## История
Институт был основан в Филадельфии 5 февраля 1824 года Сэмюэлем Мерриком и Уильямом Китингом с целью исследования и развития механических искусств (лат. artes mechanicae).
Институт Франклина стал важной вехой в профессионализации американской науки и техники на протяжении XIX века, начиная с ранних исследований паровых двигателей и гидроэнергетики. Он также способствовал исследованиям и образованию, управляя школами, публикуя влиятельный журнал Института Франклина (Journal of The Franklin Institute), спонсируя выставки и отмечая научные достижения и изобретения медалями и наградами.
В XX веке исследовательская роль института уступила место просвещению широкой публики через его музей, а фонд The Bartol Research Foundation, основанный в 1924 году для проведения исследований в области физических наук, в настоящее время является частью Делавэрского университета и называется Исследовательским институтом Бартола.
Со 2 сентября по 11 октября 1884 года в Институте Франклина проходила Международная электрическая выставка 1884 года, первая крупная электрическая выставка в Соединённых Штатах. Здесь же 25 августа 1934 года состоялась первая в мире публичная демонстрация электронной телевизионной системы. Первой женщиной, членом Института Франклина, стала Элизабет Скиннер (Elizabeth Skinner) в 1833 году.
Наиболее узнаваемой частью Научного центра Института Франклина является Музей науки Института Франклина, где находится самая большая коллекция артефактов из мастерской братьев Райт.